# Баллантайн, Чарльз
Ча́рльз Ко́хун Балланта́йн, PC (англ. Charles Colquhoun Ballantyne; 9 августа 1867 года, Онтарио — 19 октября 1950 года) — канадский предприниматель и политик.  Министр общественных работ Канады (1917). Министр военно-морской службы, а также министр морского флота и рыболовства Канады (1921—1921). Лидер оппозиции в Сенате Канады (1942—1945).

## Биография
Родился 9 августа 1867 года в провинции Онтарио. Сделал успешную карьеру предпринимателя, был миллионером и владельцем фирмы Sherwin Williams Paints в Монреале. Был президентом Ассоциации производителей Канады и членом наблюдательного совета монреальского порта. При его активном участии был создан 1-й гвардейский гренадёрский батальон, которым Баллантайн также командовал.
В октябре 1917 году премьер-министр Роберт Борден назначил Баллантайна министром общественных работ в юнионистском правительстве. Спустя всего 9 дней после своего назначения Баллантайн был перемещён с этого поста на должности министра морского и рыбного хозяйства и министра военно-морской службы. На момент назначения он не был депутатом парламента, как того требовал закон: впоследствии, в декабре 1917 года, ему удалось избраться в Палату общин от монреальского избирательного округа Сент Лоуренс — Сент-Джордж. Балантайн стал одним из трёх юнионистов, избранных от Квебека; в остальных 59 округах провинции победили представители Либеральной партии.
Баллантайн принимал активное участие в расследовании взрыва в Галифаксе, одного из разрушительнейших неядерных взрывов в истории, который повлек за собой значительные жертвы и разрушения, практически полностью уничтожив город Галифакс. По его инициативе была создана Королевская комиссия по расследованию галифаксских событий. Итоги расследования, проведённого комиссией Баллантайна, так и не были опубликованы. В марте 1918 года премьер Борден, исходя из итогов расследования комиссии и используя полномочия, предоставленные его правительству Актом о военных мерах 1914 года, объявил о переходе галифаксского порта под контроль федерального правительства до конца войны.
После того, как Роберт Борден ушёл в отставку с поста премьера, Баллантайн сохранил оба своих портфеля в правительстве преемника Бордена Артура Мейена. Однако на выборах 1921 года он не смог переизбраться, потерпев поражение в своём округе от либерала Герберта Мередита Марлера.
В 1932 году генерал-губернатор Канады назначил, по совету консервативного премьер-министра Ричарда Бэдфорда Беннетта, Баллантайна в Сенат Канады. В 1942 году Баллантайн стал лидером оппозиции в Сенате, возглавляя сенатскую фракцию сначала Консервативной, а затем — Прогрессивно-консервативной партии. Оставался лидером оппозиции до 1945 года, после чего вновь стал рядовым сенатором. В Сенате служил до своей смерти 19 октября 1950 года.

## Сноски
1. 1 2  Charles Colquhoun Ballantyne // Library of Parliament — 1876.
2. ↑  James Ross Ballantyne (1905-1970) - Find a Grave... (англ.) — 1996.
3. ↑   Архивная копия от 18 декабря 2015 на Wayback Machine Parlinfo - The Parliament of Canada website.
4. ↑   Архивная копия от 12 ноября 2020 на Wayback Machine Maybee, Janet. "The Persecution of Pilot Mackey," The Northern Mariner/le marin du nord, XX no. 2 (April, 2010), pp. 149–173.
5. ↑  Maybee, Janet (2010).

## Внешние ссылки
- Баллантайн, Чарльз — Биография на официальном сайте Парламента Канады (англ.)